# Sulz am Neckar
Sulz am Neckar ist eine Stadt am Oberlauf des Neckars im Landkreis Rottweil in Baden-Württemberg.

## Geographie

### Lage

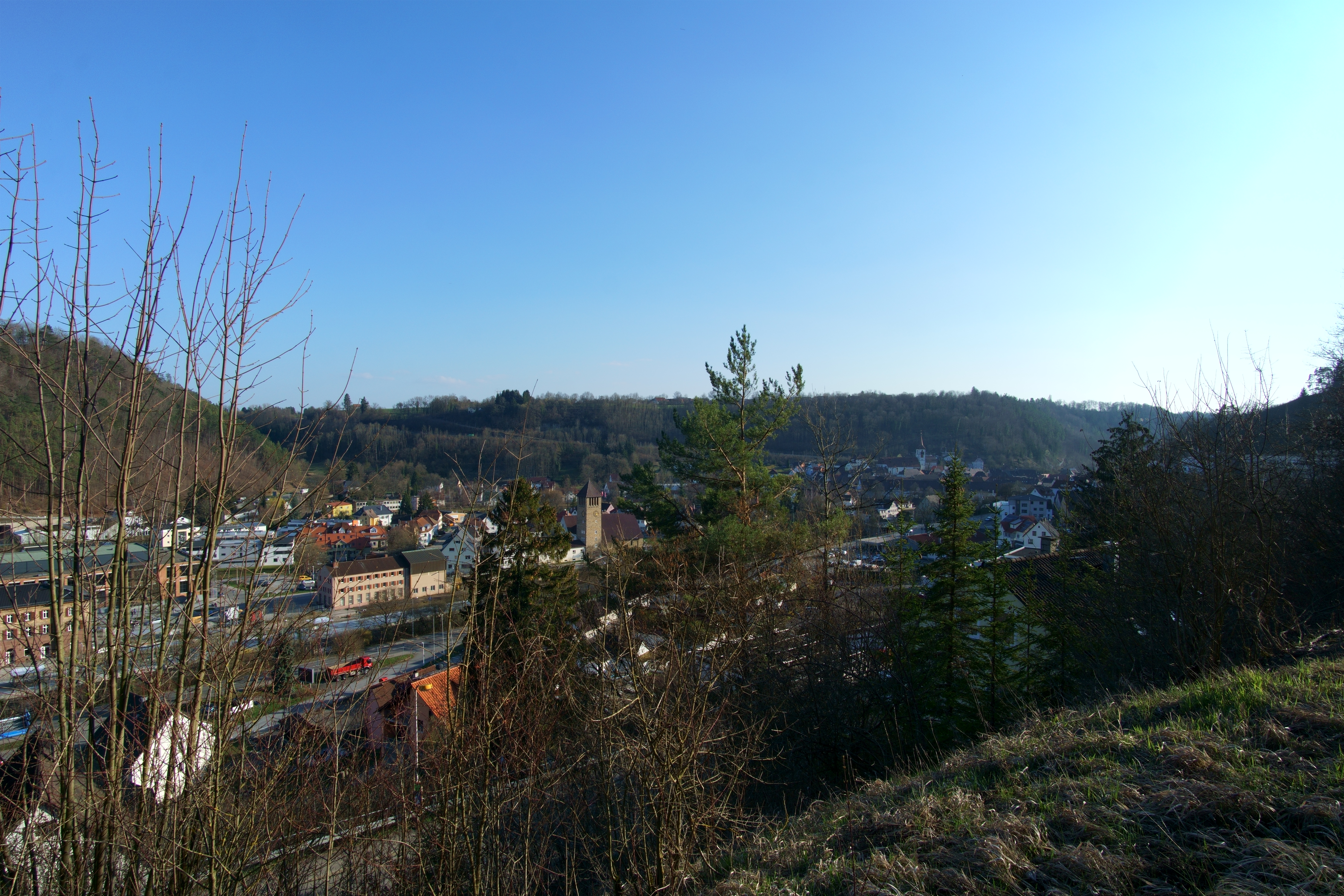
Sulz im Neckartal eingebettet

Die Stadt liegt zwischen Schwarzwald und Schwäbischer Alb rund 60 Kilometer südwestlich von Stuttgart auf einer Höhe von 410 bis 675 m ü. NHN. Sulz hat mit einer Größe von 87,60 km² das größte Gemeindegebiet im Landkreis Rottweil.

### Stadtgliederung
Die Stadt Sulz gliedert sich in die Kernstadt Sulz mit ihren zwei Stadtbezirken Sulz-Kastell und Sulz-Schillerhöhe sowie die neun Ortsteile Bergfelden, Dürrenmettstetten, Fischingen, Glatt, Holzhausen, Hopfau, Mühlheim, Renfrizhausen, Sigmarswangen.

### Nachbargemeinden
Sulz am Neckar grenzt im Westen an Dornhan, im Süden an Vöhringen und Oberndorf am Neckar, im Osten an Rosenfeld und Haigerloch (beide im Zollernalbkreis) und im Norden an Empfingen, Horb am Neckar und Schopfloch, alle drei im Landkreis Freudenstadt.

### Schutzgebiete
In Sulz gibt es zwei Naturschutzgebiete: das Naturschutzgebiet Albeck um die gleichnamige Ruine südlich der Stadt und das Naturschutzgebiet Hungerbühl-Weiherwiesen östlich von Mühlheim und Renfrizhausen. Die Legenhalde oberhalb der Innenstadt wurde als Schonwald ausgewiesen.
Des Weiteren hat Sulz Anteil an drei größeren Landschaftsschutzgebieten, dem Diessental und Teile des Neckar- und Glatt-Tales, dem Heselgraben und dem Glatt- und Dobeltal. Ein viertes Landschaftsschutzgebiet umfasst das Flurstück 5774 um die Burgruine Albeck und ist der Rest des früheren Landschaftsschutzgebiets Schafweide bei der Ruine Albeck, welches 1972 als Naturschutzgebiet ausgewiesen wurde.
Zudem hat die Stadt Anteil an zwei FFH-Gebieten, den Wiesen und Heiden an Glatt und Mühlbach und dem Neckartal zwischen Rottweil und Sulz.
Die Gemarkungen Dürrenmettstetten, Glatt und Hopfau gehören zum Naturpark Schwarzwald Mitte/Nord.

## Geschichte

### Frühe Geschichte
Die ersten Siedlungsspuren datieren aus der Keltenzeit, belegt durch eine Reihe von Grabhügeln und eine Viereckschanze.
Ein römisches Kastell (Kastell Sulz) wurde um das Jahr 74 n. Chr. auf einer südlich des heutigen Stadtkerns liegenden Anhöhe erbaut. Heute befindet sich dort der Stadtbezirk Sulz-Kastell mit einem Industriegebiet.
Die erste urkundliche Erwähnung datiert in das Jahr 790 als „villa publica Sulza“. Den Namen verdankt die Stadt ihren Salzquellen, die über Jahrhunderte hinweg die Stadtgeschichte prägten. Die ersten Besitzer der Saline waren im 11. Jahrhundert die Grafen von Sulz. Wohl ab 1250 herrschten die Herren von Geroldseck über die Stadt und die Salinen, während die Grafen von Sulz auf Randbesitzungen zurückgedrängt wurden; der Vorgang ist noch nicht restlos erhellt. Zum Herrschaftsbereich der Grafen von Sulz gehörten auch Loßburg und die Täler hinter Schenkenzell.
Die Herren von Geroldseck waren auch die Erbauer der Burg Albeck südwestlich der Stadt. 1284 verlieh König Rudolf von Habsburg Sulz das Stadtrecht. Die Stadt war zwischen 1301 und 1473 Sitz der hier residierenden Linie der Geroldsecker, die allerdings im 15. Jahrhundert trotz einiger Erbschaften einen steten wirtschaftlichen Niedergang erlebten und schließlich unter massivem Druck 1473 an Württemberg verkaufen mussten.
Die Herrschaft der Geroldsecker nach der 1519 erfolgten Vertreibung Herzogs Ulrich von Württemberg durch den Schwäbischen Bund war nur ein Zwischenspiel, das 1534 mit der Rückkehr des Herzogs endete. Den Geroldseckern blieb nur der Titel „von Geroldseck und Sulz“. Die Stadt brannte innerhalb der Stadtmauern zweimal (1581 und 1794) fast komplett nieder. Es dauerte zwei Jahre, sie wieder aufzubauen; in der Zwischenzeit wurde sie immer wieder von französischen Soldaten geplündert.
Der Ortsteil Mühlheim wurde bereits 772 als Muliheim urkundlich im Lorscher Codex erwähnt.

### 19. und 20. Jahrhundert
Im württembergischen Sulz befand sich lange Zeit die einzige Saline des Landes. Als 1803 die viel ergiebigeren Salzwerke am Kocher württembergisch wurden, verlor die Stadt ihren wirtschaftlichen Rang als Salzstadt, blieb aber Sitz des Oberamts Sulz, das in den Anfangsjahren des 1806 gegründeten Königreichs Württemberg im Zuge der neuen Verwaltungsgliederung Württembergs erheblich an Umfang hinzugewann. 1867 erfolgte mit dem Ausbau der Bahnstrecke Plochingen–Immendingen auf dem Abschnitt Horb bis Talhausen der Anschluss an das Streckennetz der Königlich Württembergischen Staats-Eisenbahnen.
1938 wurde bei der Verwaltungsreform während der NS-Zeit in Württemberg der aus dem Oberamt Sulz 1934 hervorgegangene Kreis Sulz aufgelöst und Teil des Landkreises Horb.
Gegen Ende des Zweiten Weltkrieges wurde in Sulz am Neckar ein Außenlager des KZ Natzweiler-Struthof errichtet. 1944 vernahmen und folterten im ehemaligen Amtsgerichtsgefängnis Gestapoleute polnische Zwangsarbeiter, die verdächtigt wurden, im Zusammenhang mit einer Widerstandsorganisation zu stehen. Dabei fanden mindestens sieben der Inhaftierten den Tod.
Nach dem Zweiten Weltkrieg fiel die Stadt in die Französische Besatzungszone und kam somit 1947 zum neu gegründeten Land Württemberg-Hohenzollern, welches 1952 im Land Baden-Württemberg aufging.
Bei der Kreisreform 1973 kam Sulz zum Landkreis Rottweil. Mit der gleichzeitig erfolgten Auflösung des Regierungsbezirks Südwürttemberg-Hohenzollern gelangte die Stadt Sulz zum Regierungsbezirk Freiburg.
Von 1963 bis 1993 gab es in Sulz ein Bundeswehrdepot.
In Erinnerung an die frühere Bedeutung der Salzgewinnung aus Sole wird seit dem Neubau des Freibads das Schwimmbecken mit Sole gefüllt und ist damit das einzige Solefreibad im Umkreis.

## Eingemeindungen
Im Zuge der Gemeindegebietsreform in Baden-Württemberg wurden folgende Gemeinden nach Sulz am Neckar eingemeindet:
- 1. Januar 1972: Bergfelden, Hopfau und Mühlheim am Bach[5]
- 1. März 1972: Fischingen[6]
- 1. Januar 1974: Holzhausen, Renfrizhausen und Sigmarswangen[7]
- 1. Januar 1975: Dürrenmettstetten und Glatt[8]

## Religionen

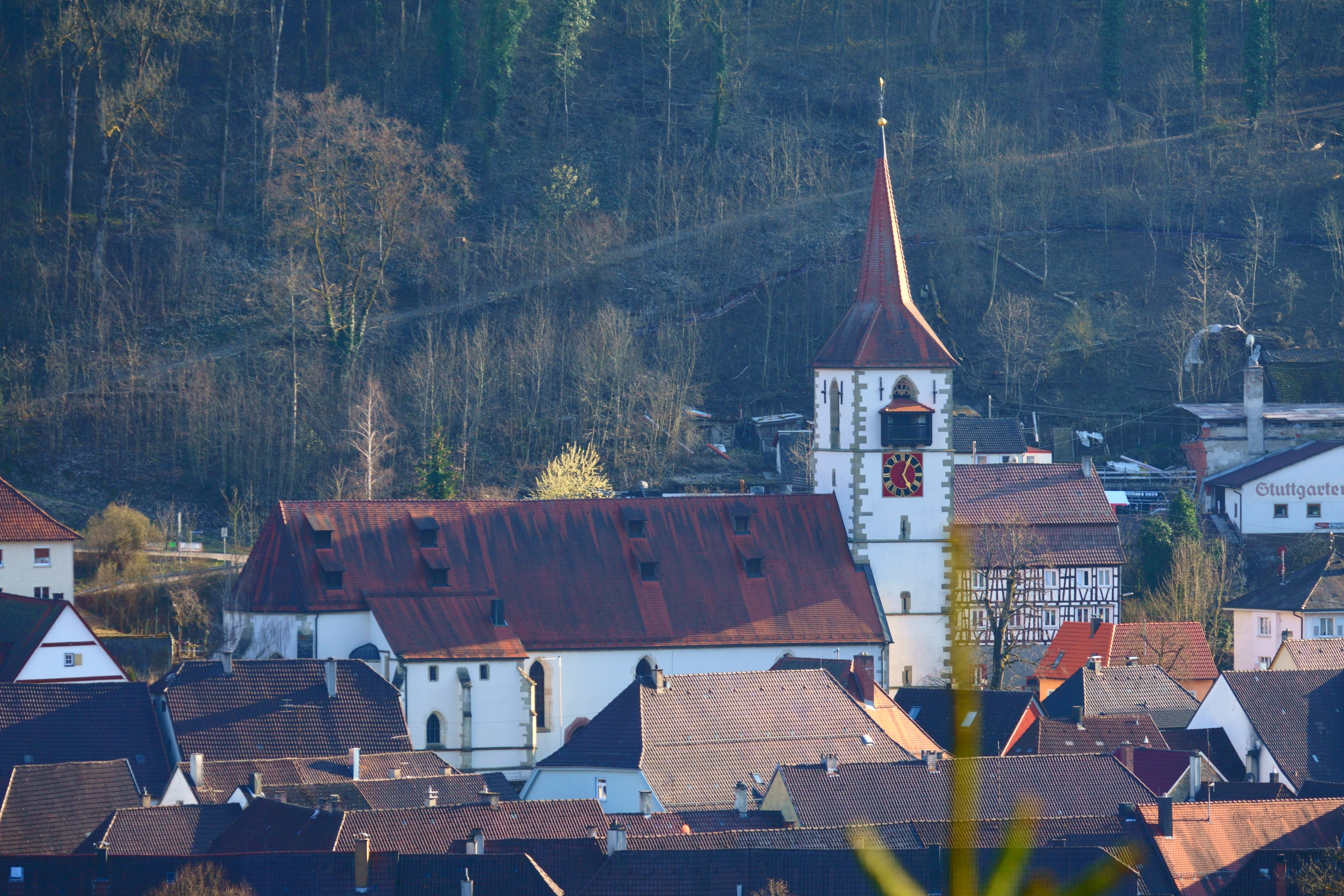
Evangelische Stadtkirche

Seit der Reformation ist Sulz evangelisch. Die Berneuchener Bewegung innerhalb der evangelischen Kirche besitzt ihr Zentrum im ehemaligen Kloster Kirchberg.

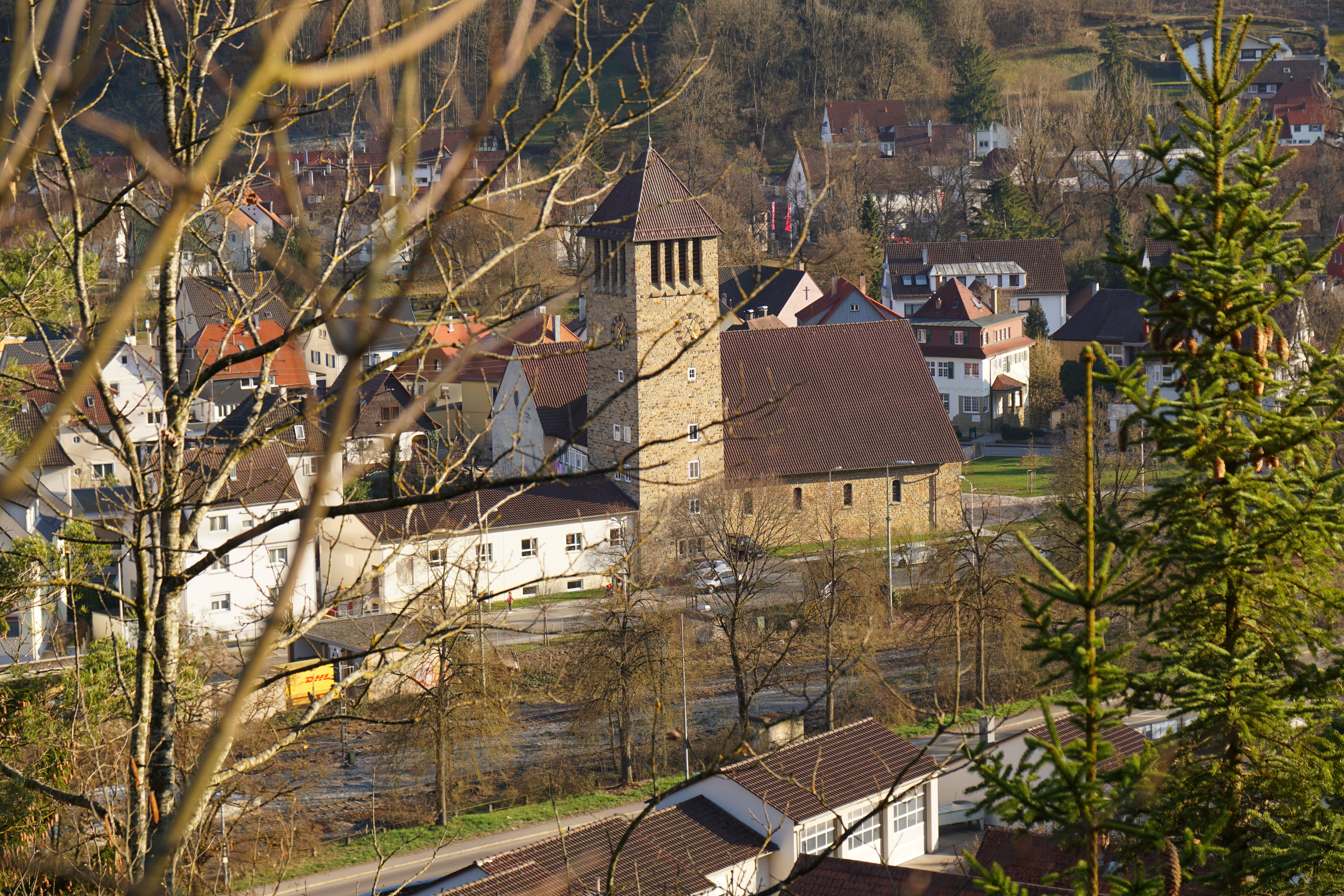
St. Johannes Evangelist

Die Römisch-katholische Kirche ist in den reformatorischen Umwälzungen des 16. Jahrhunderts zunächst aus Sulz verschwunden. Mit dem erneuten Zuzug von Katholiken nach dem Zweiten Weltkrieg wurde jedoch ein katholisches Stadtpfarramt gegründet. Die Kirche St. Johannes Evangelist wurde 1950 nach Plänen des Architekten Hans Lütkemeier errichtet. Die katholische Gemeinde gehört zum Dekanat Rottweil.
Zudem sind in der Stadt die Volksmission entschiedener Christen, die Freie Baptisten Gemeinde Sulz, eine Neuapostolische Kirchengemeinde, die Zeugen Jehovas und eine Islamische Gemeinde vertreten.

## Politik

### Gemeinderat
In Sulz am Neckar wird der Gemeinderat nach dem Verfahren der unechten Teilortswahl gewählt. Dabei kann sich die Zahl der Gemeinderäte durch Überhangmandate verändern. Der Gemeinderat besteht aus den 22 gewählten ehrenamtlichen Gemeinderäten und dem Bürgermeister als Vorsitzendem. Der Bürgermeister ist im Gemeinderat stimmberechtigt. 
Die Kommunalwahl am 9. Juni 2024 führte zu folgendem Endergebnis (mit Vergleichszahlen von 2019):
| Parteien und Wählergemeinschaften | Parteien und Wählergemeinschaften           | % 2024  | Sitze 2024 |        | % 2019 | Sitze 2019 | Kommunalwahl 2024 %403020100 34,43 %35,54 %10,81 %9,45 %9,77 % FWCDUGALSPDAfDGewinne und Verlusteim Vergleich zu 2019 %p 14 12 10 8 6 4 2 0 −2 −4 −6 −8−10−8,07 %p+12,14 %p−9,29 %p−1,25 %p+6,47 %pFWCDUGALSPDAfD |
| FWV                               | Freie Wählervereinigung                     | 34,43   | 8          | 42,5   | 10     |            | Kommunalwahl 2024 %403020100 34,43 %35,54 %10,81 %9,45 %9,77 % FWCDUGALSPDAfDGewinne und Verlusteim Vergleich zu 2019 %p 14 12 10 8 6 4 2 0 −2 −4 −6 −8−10−8,07 %p+12,14 %p−9,29 %p−1,25 %p+6,47 %pFWCDUGALSPDAfD |
| CDU                               | Christlich Demokratische Union Deutschlands | 35,54   | 8          | 23,4   | 5      |            | Kommunalwahl 2024 %403020100 34,43 %35,54 %10,81 %9,45 %9,77 % FWCDUGALSPDAfDGewinne und Verlusteim Vergleich zu 2019 %p 14 12 10 8 6 4 2 0 −2 −4 −6 −8−10−8,07 %p+12,14 %p−9,29 %p−1,25 %p+6,47 %pFWCDUGALSPDAfD |
| GAL                               | Grünalternative Liste                       | 10,81   | 2          | 20,1   | 4      |            | Kommunalwahl 2024 %403020100 34,43 %35,54 %10,81 %9,45 %9,77 % FWCDUGALSPDAfDGewinne und Verlusteim Vergleich zu 2019 %p 14 12 10 8 6 4 2 0 −2 −4 −6 −8−10−8,07 %p+12,14 %p−9,29 %p−1,25 %p+6,47 %pFWCDUGALSPDAfD |
| SPD                               | Sozialdemokratische Partei Deutschlands     | 9,45    | 2          | 10,7   | 2      |            | Kommunalwahl 2024 %403020100 34,43 %35,54 %10,81 %9,45 %9,77 % FWCDUGALSPDAfDGewinne und Verlusteim Vergleich zu 2019 %p 14 12 10 8 6 4 2 0 −2 −4 −6 −8−10−8,07 %p+12,14 %p−9,29 %p−1,25 %p+6,47 %pFWCDUGALSPDAfD |
| AfD                               | Alternative für Deutschland                 | 9,77    | 2          | 3,3    | 1      |            | Kommunalwahl 2024 %403020100 34,43 %35,54 %10,81 %9,45 %9,77 % FWCDUGALSPDAfDGewinne und Verlusteim Vergleich zu 2019 %p 14 12 10 8 6 4 2 0 −2 −4 −6 −8−10−8,07 %p+12,14 %p−9,29 %p−1,25 %p+6,47 %pFWCDUGALSPDAfD |
| Gesamt                            | Gesamt                                      | 100 %   | 22         | 100 %  | 22     |            | Kommunalwahl 2024 %403020100 34,43 %35,54 %10,81 %9,45 %9,77 % FWCDUGALSPDAfDGewinne und Verlusteim Vergleich zu 2019 %p 14 12 10 8 6 4 2 0 −2 −4 −6 −8−10−8,07 %p+12,14 %p−9,29 %p−1,25 %p+6,47 %pFWCDUGALSPDAfD |
| Wahlbeteiligung                   | Wahlbeteiligung                             | 57,51 % | 57,51 %    | 53,6 % | 53,6 % |            | Kommunalwahl 2024 %403020100 34,43 %35,54 %10,81 %9,45 %9,77 % FWCDUGALSPDAfDGewinne und Verlusteim Vergleich zu 2019 %p 14 12 10 8 6 4 2 0 −2 −4 −6 −8−10−8,07 %p+12,14 %p−9,29 %p−1,25 %p+6,47 %pFWCDUGALSPDAfD |

### Bürgermeister
- ?–1975: Walter Wetzel[10]
- 1975–1999: Peter Vosseler[11]
- 1999–2023: Gerd Hieber[12]
- seit 2023: Jens Keucher[13]

### Städtepartnerschaften
Die Stadt Sulz unterhält eine Städtepartnerschaft mit
- Montendre, Département Charente-Maritime (Frankreich)
- Altenberg (Sachsen)

## Wirtschaft und Infrastruktur

### Verkehr

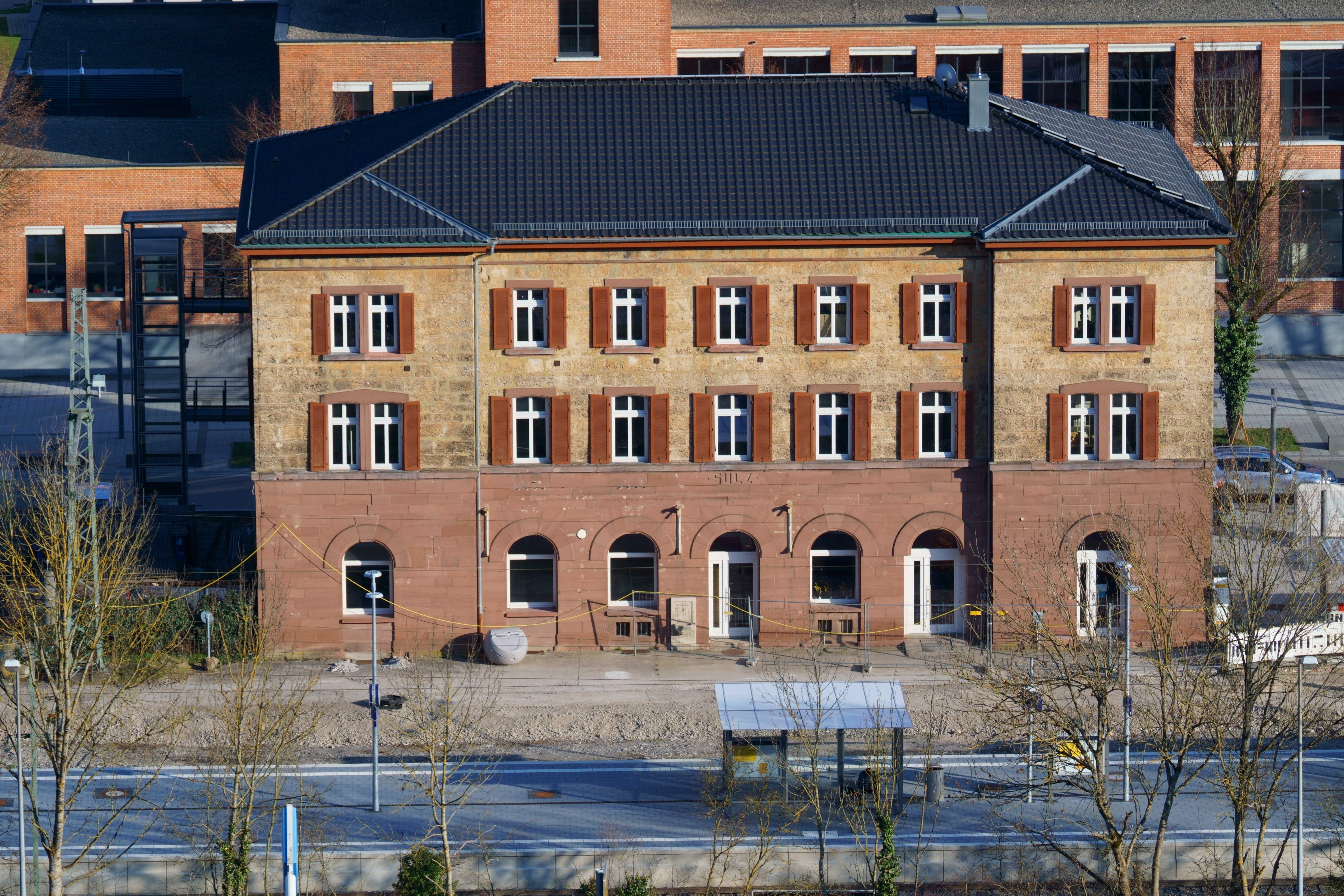
Bahnhof Sulz

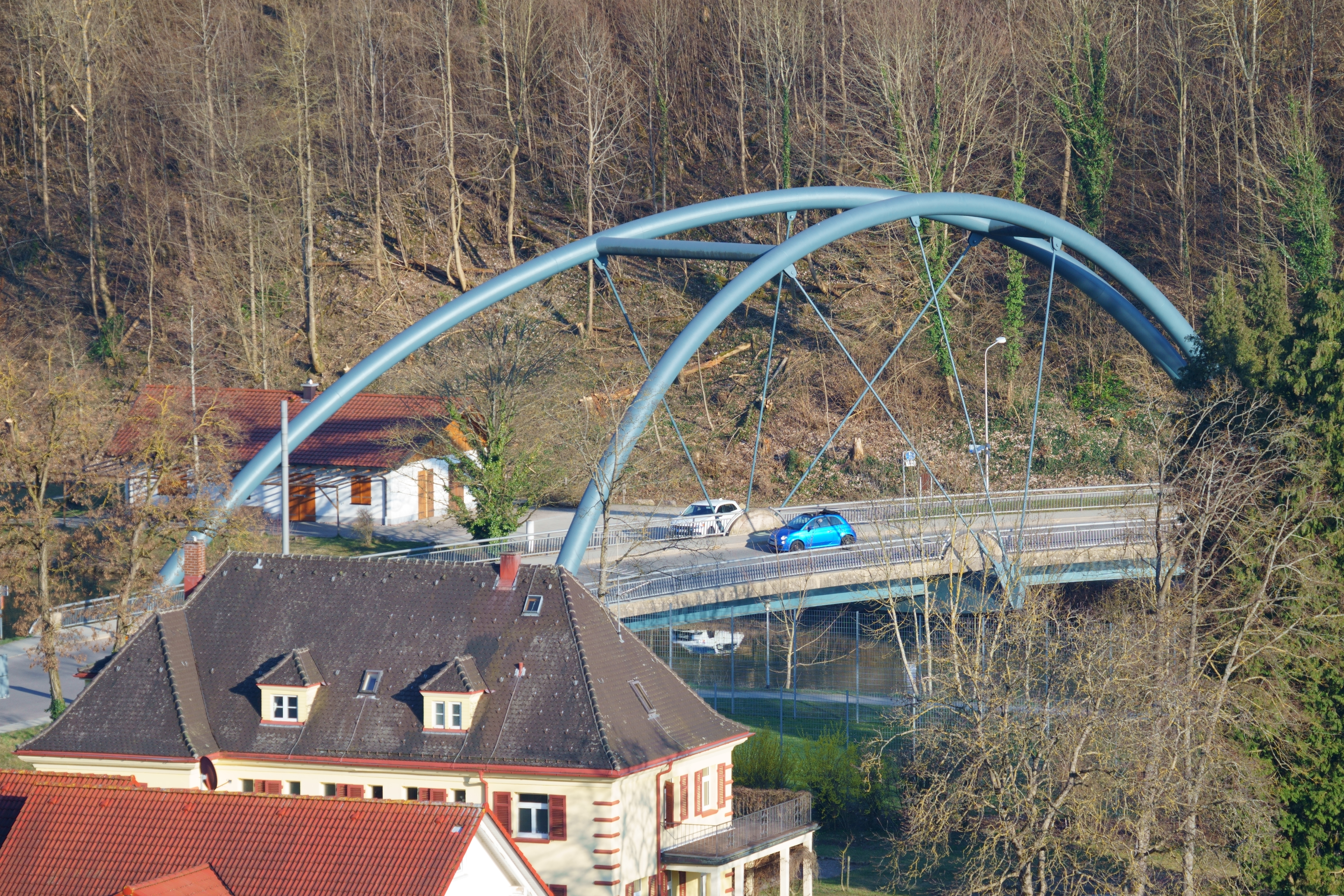
Neckarbrücke Rottweiler Straße

Sulz liegt an der Bahnstrecke Plochingen–Immendingen und ist Regional-Express- sowie Intercity-Halt der Linie 87, die zum Nahverkehrstarif nutzbar ist. Es verkehren stündlich Züge nach Stuttgart und Rottweil, zweistündlich weiter nach Singen. Vereinzelt bestehen auch direkte Verbindungen nach Konstanz und Villingen.
Sulz ist über die Bundesautobahn 81 (Würzburg – Gottmadingen) und die Bundesstraße 14 (Stockach – Waidhaus) zu erreichen. Die Stadt ist 60 km von Stuttgart und 100 km vom Bodensee entfernt.
Durch eine Alltagsroute aus dem Radnetz Baden-Württemberg ist Sulz über den Stadtteil Fischingen mit Horb und über Oberndorf am Neckar mit Rottweil verbunden.
In Sulz verläuft als Landes-Radfernweg auf derselben Strecke der Neckartal-Radweg. Er führt von Villingen-Schwenningen nach Mannheim.
Der Heidelberg-Schwarzwald-Bodensee-Radweg führt von Heidelberg nach Radolfzell. Er führt von Horb kommend östlich des Neckartals über Mühlheim und Sigmarswangen nach Rottweil.
Sulz verfügt über das Ultraleichtfluggelände Sulz. Außerdem befindet sich 2 Kilometer nordöstlich des Ortes das Doppler-Drehfunkfeuer (DVOR) Sulz (116,10 MHz).

### Bildungseinrichtungen
- Albeck-Gymnasium
- Lina-Hähnle-Realschule
- Grund- und Hauptschule mit Werkrealschule
- Elly-Heuss-Knapp Schule, Kaufmännische Schulen Sulz mit Wirtschaftsgymnasium
- Volkshochschule

### Freizeit- und Sportanlagen
- Freibad susolei (Schwimmbecken mit Sole (Salzwasser) gefüllt)
- Albeck-Stadion Sulz (Sportanlage mit Rasenplatz und Tartanbahn, sowie diversen Leichtathletik-Anlagen)

## Kultur und Sehenswürdigkeiten

Marktplatz

### Museen
- Gustav Bauernfeind-Museum im Gebäude Untere Hauptstraße 5
- Kultur- und Museumszentrum im Wasserschloss Glatt
- Römerkeller-Museum im Bereich des ehemaligen römischen Kastells Sulz
- Das Atelier der Kunststiftung Paul Kälberer im Ortsteil Glatt enthält eine Ausstellung mit Gemälden und Grafiken Kälberers

### Bauwerke
- Die Burg der heutigen Ruine Albeck wurde Ende des 13. Jahrhunderts durch den Freiherr von Geroldseck errichtet und am 30. Dezember 1688 durch ein französisches Streifkorps zerstört und angezündet.
- Das Kloster Kirchberg ist ein ehemaliges Dominikanerinnenkloster, heute dient es als evangelisches Tagungs- und Einkehrhaus.
- Das ehemalige Franziskaner-Kloster Bernstein, in dem 1946–1955 die Kunstakademie Bernsteinschule untergebracht war.
- Der 1998 errichtete 24 Meter hohe Aussichtsturm Mettstetten steht unweit westlich des Sulzer Ortsteils Dürrenmettstetten, seine Aussichtsplattform befindet sich genau auf 700 m ü. NHN.[15]

### Kleindenkmale
- Steinerner Brunnenstock des Marktplatzbrunnens (1807) mit verzierten Metallgussplatten[16]
- Epitaphe des 1542 angelegten alten Friedhofs[17]
- Bronzegrabmal der Anna von Hohengeroldseck geb. Gräfin von Lindow und Ruppin und ihres Sohnes Walter in der Sulzer Stadtkirche (1533)

### Touristische Straßen
Sulz liegt an der Hohenzollernstraße und an der Römerstraße Neckar–Alb–Aare, die beide an vielen Sehenswürdigkeiten vorbeiführen.

## Persönlichkeiten
- Richard Böklen (1861–1934), Architekt, Baubeamter und Prof. der Baugewerkschule Stuttgart
- Guth von Sulz, im 16. Jahrhundert bedeutendste Salzgesödsverwandte der Stadt Sulz.
- Jacob Georg Schäffer (1745–1814), Oberamtmann von Sulz und erster moderner Kriminalist, fing den Konstanzer Hans und den Hannikel.
- Friedrich von Alberti (1795–1878), Geologe, lebte und wirkte lange Zeit in Sulz.
- Paul Kälberer (1896–1974), Kunstmaler und Grafiker, Gründer der Bernsteinschule lebte und wirkte von 1926 bis 1974 in Sulz-Glatt. Nach ihm ist dort ein Weg benannt.
- Evelyne Marie France Neff (* 1941), Politikerin im Ruhestand (SPD), lebt in Sulz.
- Dieter Kleinmann (* 1953), FDP-Politiker, lebte in Sulz.

### Ehrenbürger

Plakat von Oliver Michael Gutmann, einem Enkelsohn Paul Schmids

- Paul Schmid, geboren am 28. Februar 1895 in Sulz am Neckar, gestorben am 27. Dezember 1977 in Sulz am Neckar. Literat, Schriftsteller, Mundartdichter und Kunstmüller.
- Peter Vosseler, geboren 1941 in Tuttlingen. Von 1975 bis 1999 Bürgermeister der Stadt Sulz am Neckar.[11]

### Söhne und Töchter der Stadt
- um 1447, Sixtus Riessinger; † 1506 oder später in Straßburg, Geistlicher und Inkunabeldrucker in Rom, Neapel und Straßburg
- 1526, Heinrich Schweickher; † 28. Juni 1579 in Sulz, Notar, Waisenvogt und Kartograph[18]
- 1551, 30. März, Salomon Schweigger; † 21. Juni 1622, Gesandtschaftsreisender in den Orient, Erste deutsche Koranübersetzung
- 1616, Christoph Fahrner; † um 1688, Schultheiß von Löchgau, Speyerischer Domstiftschaffner, Heilmittelhersteller und Chemiker
- 1716, 10. April, Immanuel Gottlob Brastberger; † 13. Juli 1764 in Nürtingen, evangelischer Geistlicher
- 1727, 6. September, Magnus Friedrich Roos; † 19. März 1803, Prälat und Schriftsteller
- 1733, 27. April, Joseph Gottlieb Kölreuter; † 11. November 1806 in Karlsruhe, Botaniker, Professor der Naturgeschichte
- 1761, Nov. 1, Johann Michael Armbruster; † 14. Januar 1814 in Wien, Dichter und Volksschriftsteller[19]
- 1784, 6. Oktober, Carl Ferdinand Heinrich von Ludwig; † 27. Dezember 1847 in Kapstadt, Apotheker, Unternehmer und Botaniker in Kapstadt
- 1796, 28. August, Johann Gottlieb Meebold; † 21. September 1871 in Heidenheim an der Brenz, Mitbegründer der Württembergischen Cattunmanufactur
- 1815, 22. Januar in Glatt, Emilie Scotzniovsky; † 17. Januar 1856 in Baden-Baden, Dichterin und Verlegerin
- 1815, 4. August, Carl Reinhold August Wunderlich; † 25. September 1877 in Leipzig, Internist
- 1842, 10. Dezember, Johannes von Dettinger; † 13. April 1906 in Cannstatt, württembergischer General der Infanterie
- 1843, 16. Oktober, Theodor Hofmann; † 22. April 1914 in Urlau, Pfarrer und Reichstagsabgeordneter (Zentrum)
- 1848, 4. September, Gustav Bauernfeind; † 24. Dezember 1904 in Jerusalem, Orientmaler
- 1851, 3. Februar, Lina Hähnle; † 1. Februar 1941 in Giengen an der Brenz, Gründerin des „Bund für Vogelschutz“ (BfV) heute Naturschutzbund Deutschland (NABU)
- 1856 6. April, Otto Vogt; † 10. Mai 1929 in Schwäbisch Hall, württembergischer Oberamtmann
- 1884, 12. Juni, Reinhold Schaad; † Januar 1946 in Schwäbisch Hall, Musiker, Komponist und Dichter
- 1897, 11. Januar in Glatt, Karl Müller; † 21. Juli 1982 in Ravensburg, Politiker (SPD), MdB, MdL (Württemberg-Baden und Baden-Württemberg)
- 1899, 31. März, Richard Schmid; † 1. Januar 1986 in Stuttgart, Jurist, Richter, Politiker (SPD) (Staatssekretär im Justizministerium) und Widerstandskämpfer gegen den Nationalsozialismus
- 1900, 16. November in Hopfau, Helene Müller; † nicht ermittelt, Schriftstellerin
- 1902, 8. Dezember in Glatt, Friedrich Stegmüller; † 4. August 1981 in Pertisau, katholischer Theologe, Professor für Dogmatik
- 1928, 27. August, Brigitte Peterhans; † 15. Januar 2021 in Stuttgart, deutsch-amerikanische Architektin
- 1933, 24. Juli, Ulrich Lang; † 16. Februar 2018 in Michelbach an der Bilz, Pädagoge und Politiker (SPD), MdL Baden-Württemberg
- 1943, 29. November, Bernd Neuner-Duttenhofer, in Hopfau geborener Autor, Journalist und Fernsehmoderator
- 1944; † 2008, Gerda Brodbeck, Malerin
- 1952, 13. Februar, Hans-Joachim Fuchtel, Politiker (CDU), bis 2021 MdB und Parlamentarischer Staatssekretär
- 1952, 21. Januar, Otto Höschle, Autor und Übersetzer
- 1968, 12. Juli, Heike Kloss, Theater-, Musical- und Fernsehschauspielerin; lebt heute in Berlin
- 1976, 28. März, Nazli Ekici, Biathletin

## Bilder

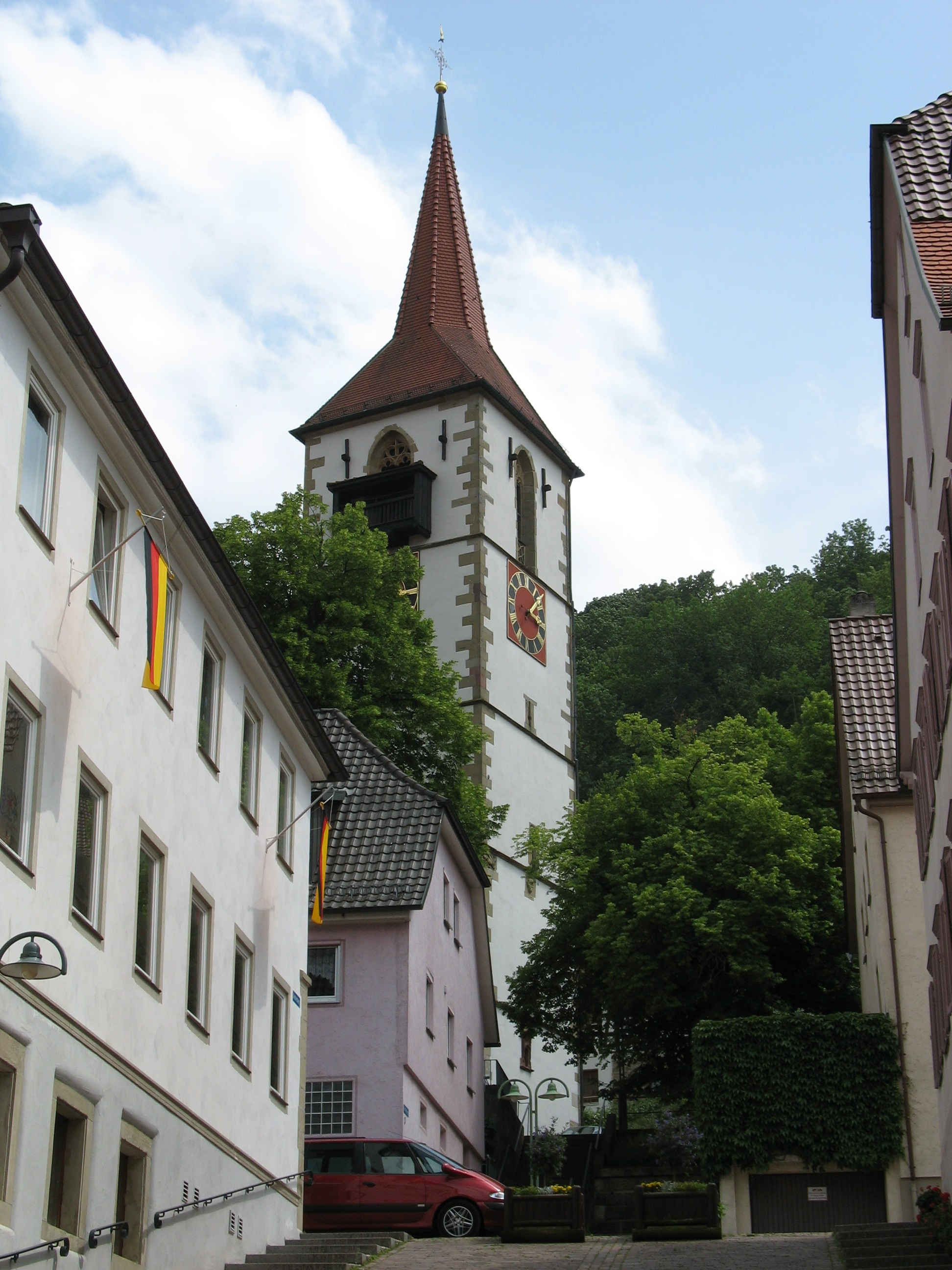
Evangelische Kirche
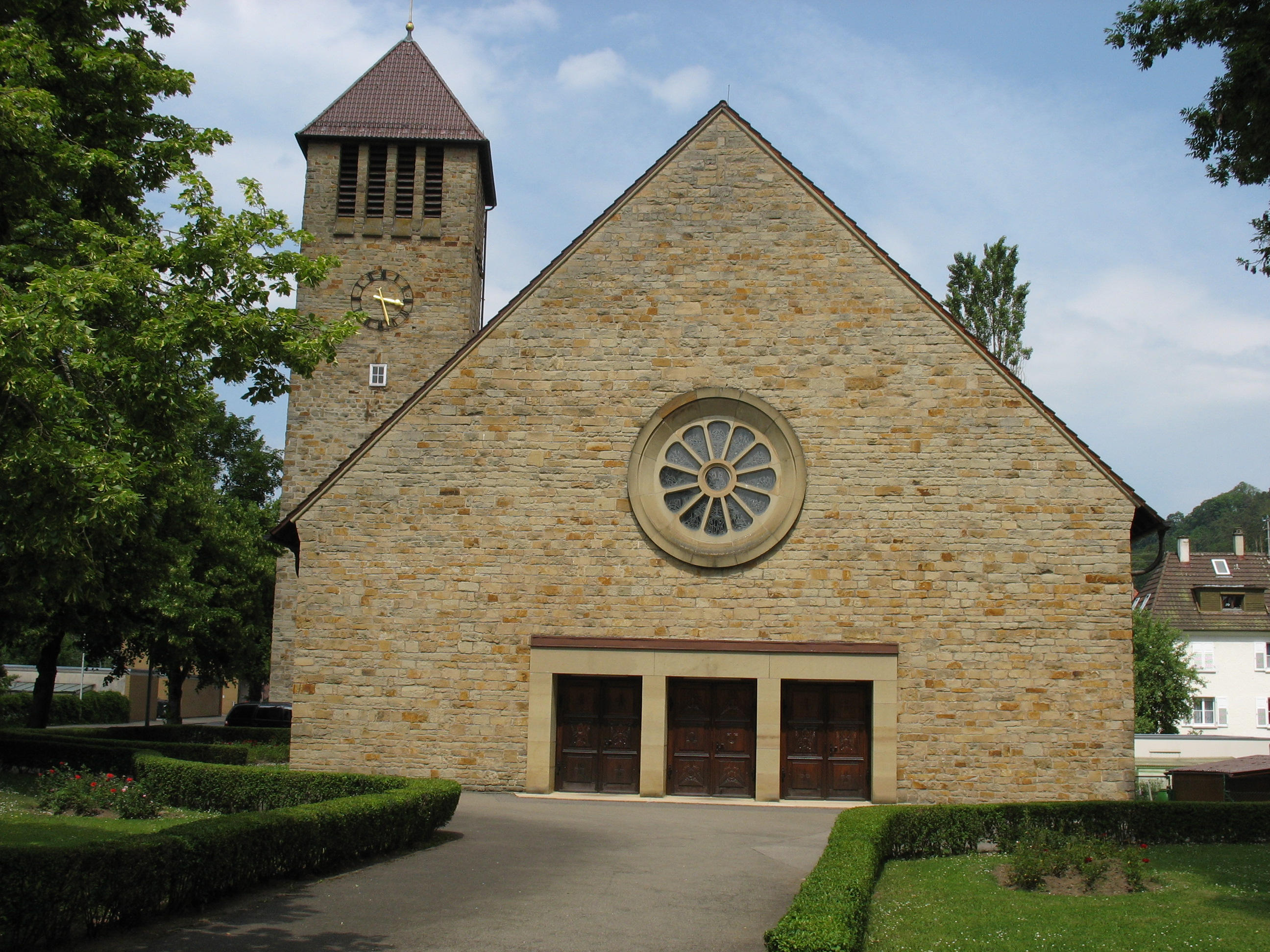
Katholische Kirche St. Johannes Evangelist
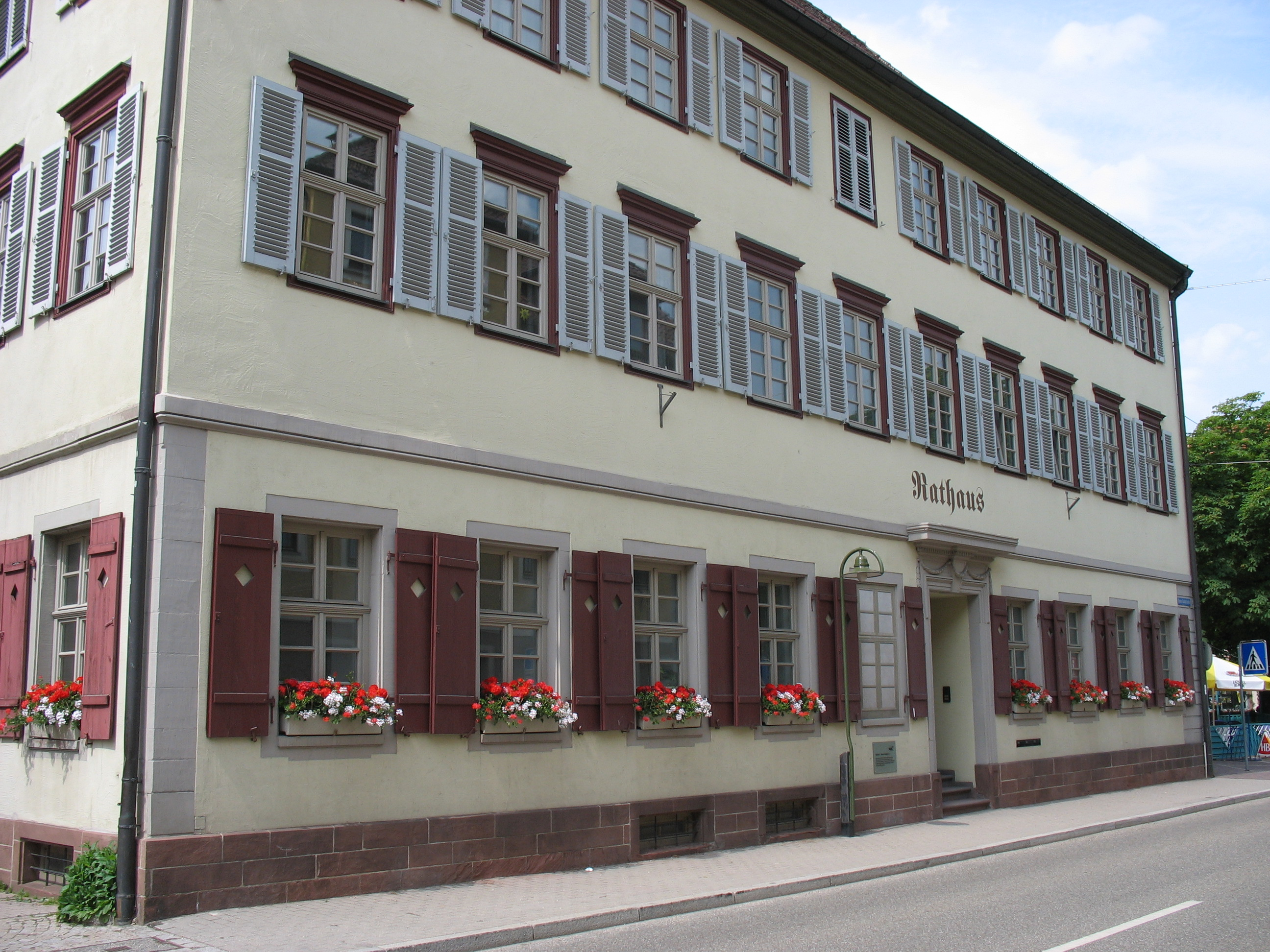
Rathaus
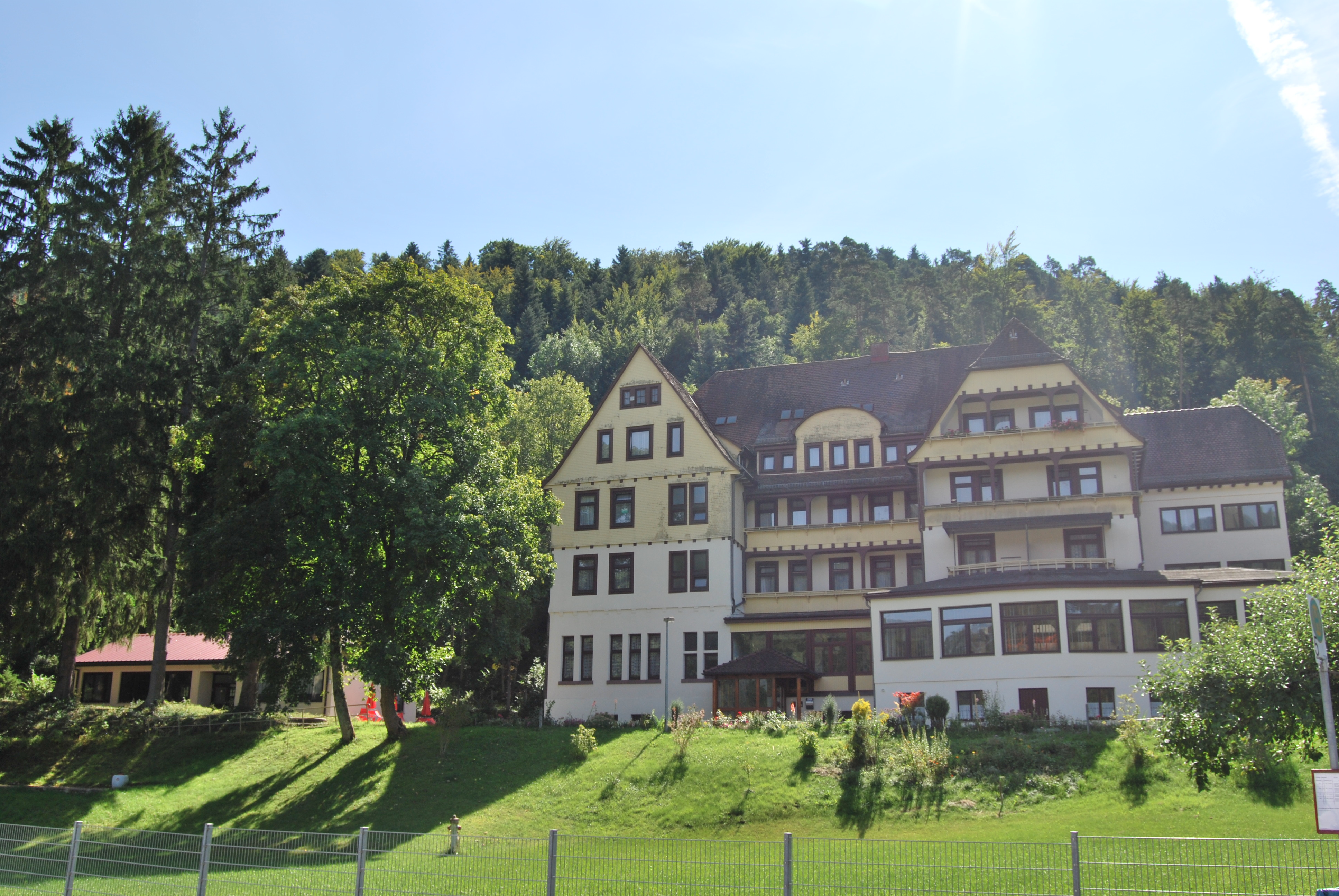
Freie Baptisten Gemeinde Sulz
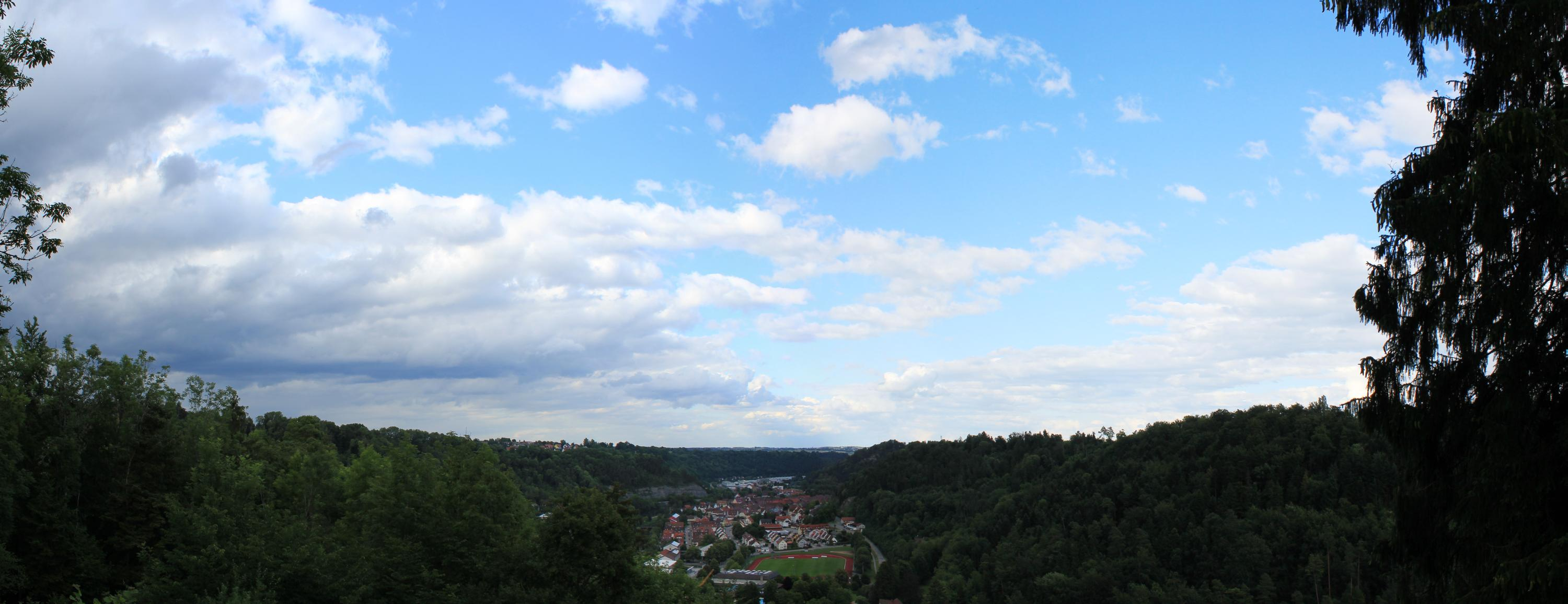
Sulz am Neckar